# Koppány (keresztnév)
A Koppány régi magyar személynév. Török eredetű, a jelentése nagy, győzelmes, erős, magas. Előfordul ótörök méltóságnévként is. A méltóságnév a török kabak (homlok, arc, koponya) szó alapján élenjárót, nemzetségfőt jelenthetett.

## Gyakorisága
Az 1990-es években ritka név, a 2000-es években a 85-100 leggyakoribb férfinév között.

## Névnapok
- június 20.[2]
- július 9.[2]
- október 8.[2]
- október 23.[2]

## Híres Koppányok
- Koppány vezér, nemzetségfő
- Kovács Koppány énekes